# Oshri Cohen
Oshri Cohen (en hébreu : אושרי כהן) est un acteur israélien, né le 11 janvier 1984.

## Filmographie

### Cinéma
- 2001 : Ingil d'Arnon Zadok
- 2003 : Bonjour Monsieur Shlomi de Shemi Zarhin : Shlomi Bar-Dayan
- 2003 : To Be a Star d'Arnon Zadok : Dos
- 2004 : Campfire de Joseph Cedar : Rafi
- 2007 : Beaufort de Joseph Cedar : Lieutenant Liraz 'Erez' Librati
- 2008 : Mes plus belles années de Reshef Levi : Ofer Levi
- 2009 : Agora d'Alejandro Amenábar : Medorus
- 2009 : Lebanon de Samuel Maoz : Hertzel
- 2013 : Hafsakat esh d'Amikam Kovner
- 2014 : Kicking Out Shoshana de Shay Kanot : Ami Shushan
- 2016 : Arba Al Arba de Shay Kanot : Oded Bloch
- 2018 : Working Woman de Michal Aviad : le mari d'Orna